# Le Traître (film, 1951)
Pour les articles homonymes, voir Le Traître.
Pour plus de détails, voir Fiche technique et Distribution.
Le Traître (Decision before Dawn) est un film d'espionnage de guerre américain réalisé par Anatole Litvak en 1951.

## Synopsis
Sur le front allemand pendant la Seconde Guerre mondiale, fin 1944, le colonel américain Devlin recrute des espions parmi les prisonniers allemands : Happy et Tiger acceptent de collaborer.

## Fiche technique
- Autre titre francophone (Belgique) : La Légion des damnés
- Titre original : Decision before Dawn
- Scénario : Peter Viertel et (non crédité) Jack Rollens, d'après le roman Call it Treason de George Howe
- Assistant-réalisateur : Gerd Oswald (non crédité)
- Musique : Franz Waxman
- Directeur de la photographie : Franz Planer
- Directeur artistique : Ludwig Reiber
- Montage : Dorothy Spencer
- Producteurs : Anatole Litvak et Frank McCarthy, pour la Twentieth Century Fox
- Genre : Film de guerre
- Format : noir et blanc
- Durée : 119 minutes
- Dates de sortie :
  - États-Unis : 21 décembre 1951
  - France : 20 août 1952
- Affiche : Boris Grinsson (France)

## Distribution
- Richard Basehart : Le lieutenant Dick Rennick
- Gary Merrill : Le colonel Devlin
- Oskar Werner : Le caporal Karl 'Happy' Maurer
- Hans Christian Blech : Le sergent Rudolf 'Tiger' Barth
- Hildegard Knef : Hilde
- Wilfried Seyferth : Heinz Scholtz
- Dominique Blanchar : Monique
- O.E. Hasse : Le colonel Von Ecker

Et, parmi les acteurs non crédités :
- Gert Fröbe : Un caporal allemand, au point de contrôle de Nuremberg
- Walter Janssen : Fiedl
- Klaus Kinski : Un soldat pleurnichant

## Autour du film
- Vers le début des années cinquante, encouragé par Darryl F. Zanuck, Anatole Litvak tournera en Europe de grosses productions à capitaux américains. Decision Before Dawn (Le Traître) en est un exemple, et c'est également un film qui s'inscrit, à l'intérieur de son œuvre, dans une série de réalisations consacrées à la Seconde Guerre mondiale (voir : Un acte d'amour (1953) ou La Nuit des généraux en 1966). La force du film est d'être, tout à la fois, une réflexion sur le sens d'une trahison - opportuniste chez 'Tiger' Barth (Hans Christian Blech) ; idéaliste dans le cas du jeune caporal Karl Maurer (Oskar Werner) -, un récit psychologique et un thriller se déroulant dans un contexte militaire. La description d'une Allemagne, en proie aux bombardements et à la veille de la capitulation, est magistralement rendue. Il est aussi vrai qu'Anatole Litvak est en pays de connaissance et qu'il utilise à la perfection les moyens mis à sa disposition.